# Kubuqi
Kubuqi és un desert de la conca d'Ordos al nord-oest de la Xina, sota l'administració de la prefectura de la ciutat d'Ordos, Mongòlia Interior. Situat entre les planes d'Hetao i l'altiplà de Loess, forma part del desert d'Ordos juntament amb el veí desert de Mu Us al sud. Està format per una franja de dunes de 200 quilòmetres de llargària per uns 10 km d’amplada de mitjana. És el setè desert més gran de la Xina amb una superfície de 18600 km². La zona ha patit desertització a causa de segles de sobrepastura.
A partir de 1988, l'Elion Resources Group i el govern de Pequín van treballar per revertir la desertificació i restaurar el medi ambient. El 2017, un terç de la vegetació del desert s'havia restaurat.
Al desert s'estan construint centrals elèctriques amb gigawatts (GW) de potncia utilitzant plaques solars i turbines eòliques. Els panells solars ajuden a reduir la velocitat del vent, i les zones ombrejades conserven la humitat. La intenció del govern xinès és que fins al 2030, s'hi instal·lin 100 GW d’energia solar fotovoltaica repartida en unes 225 plantes, cosa que constituirà un clúster de plantes solars batejat com a "Gran Muralla Solar". El cost d’aquest megaprojecte  és de 48.000 milions de dòlars, i es preveu que produeixi 48 TWh d’electricitat anualment, tot proveint sobretot la capital del país, Pequín, i la seva àrea d’influència (22 milions de persones) aqueues troben a ns 600 km del desert.